# Bouwkundige opname
Een bouwkundige opname (ook wel bouwkundige taxatie of nulmeting genoemd) houdt in de vastlegging in beeld (fotografie) en geschrift (de rapportage) van (de bestaande gebreken aan) een object binnen een vooraf vastgesteld gebied waarbinnen risicovolle werkzaamheden plaats gaan vinden. Te denken valt hierbij aan: heiwerkzaamheden, bronbemalingen/grondwateronttrekking, in- en uittrillen van damwanden, maar ook (zwaar) bouwverkeer over een tracé. De bouwkundige opname wordt in de regel verricht door een vooropname of bouwkundig taxatie-expert.

## Bouwkundige vooropname
Een bouwkundige vooropname wordt uitgevoerd voordat er in het vastgestelde gebied risicovolle werkzaamheden plaats gaan vinden. Dit met het oog op het vereenvoudigen van schadeclaims, maar ook het voorkomen van onterechte schadeclaims. Het object (woonhuis, bedrijfspand, instelling of infrastructuur) wordt vastgelegd in beeld of geschrift. Daarbij kan ervoor gekozen worden alleen de aanwezige gebreken vast te leggen of het gehele object middels overzichtsfoto's. De vooropname dient in dit geval als referentiepunt of nulmeting.

## Bouwkundige tussenopname
Een bouwkundige tussenopname wordt uitgevoerd tijdens risicovolle werkzaamheden in het vastgestelde gebied. Het kan hierbij gaan om het afronden van diverse stages in het project. Zo kunnen bijvoorbeeld heiwerkzaamheden of bodemsanering zijn beëindigd en wordt gestart met een volgende fase van het project. Een bouwkundige tussenopname kan ook worden aangeduid als Proces-verbaal van Toestand, in dit geval is er geen sprake van verschillende stages in het betreffende project maar dient de toestand van een object onverwijld worden vastgelegd. Reden hiervoor kan zijn een uitbreiding van het risicogebied of onverwachte / nieuwe risico's m.b.t. uit te voeren werkzaamheden.

## Bouwkundige na-opname
Een bouwkundige na-opname wordt uitgevoerd nadat er in het vastgestelde gebied risicovolle werkzaamheden plaats hebben gevonden. In de regel vindt er een na-opname plaats indien het project volledig is afgerond. Een na-opname kan niet los gezien worden van een vooropname en dient derhalve als vergelijkingsmateriaal.

## Wat is het doel van een bouwkundige opname?
Een bouwkundige opname wordt uitgevoerd om de bestaande staat van een gebouw of woning nauwkeurig vast te leggen voordat bouwwerkzaamheden beginnen. Dit proces is onderdeel van ‘schadeloos bouwen’, waarbij het doel is om onterechte schadeclaims te voorkomen. Door opnames vooraf te maken van alle zichtbare gebreken (zoals scheuren of verzakkingen), kan bij latere discussies worden aangetoond of eventuele schade al aanwezig was of pas tijdens de bouw is ontstaan. Op die manier kunnen alle betrokken partijen – zowel bouwer als bewoner – beter worden geïnformeerd, wat zorgt voor duidelijkheid en rust in het bouwproces. Bovendien helpt een bouwkundige opname om geschillen te beperken, bespaart het op de kosten van afhandeling van schadeclaims en draagt het bij aan een efficiëntere samenwerking tussen omwonenden, aannemers en opdrachtgevers.